# Neonauclea longipedunculata
Neonauclea longipedunculata är en måreväxtart som beskrevs av Elmer Drew Merrill. Neonauclea longipedunculata ingår i släktet Neonauclea och familjen måreväxter. Inga underarter finns listade i Catalogue of Life.